# Drassodes interemptor
Drassodes interemptor är en spindelart som först beskrevs av O. Pickard-Cambridge 1885.  Drassodes interemptor ingår i släktet Drassodes och familjen plattbuksspindlar. Inga underarter finns listade i Catalogue of Life.